# Chasselas blanc

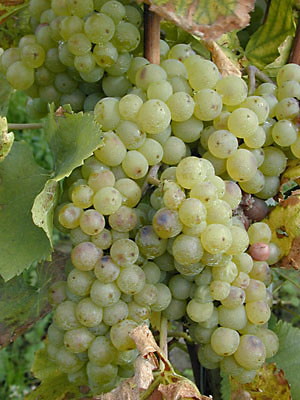
Chasselas blanc-druif

De Chasselas blanc is een witte druivensoort gebruikt voor de vinificatie van wijn en, in mindere mate, als tafeldruif. Er zijn theorieën die beweren dat de druif al in de Egyptische oudheid voorkwam. De Franse ampeloloog Pierre Galet ziet het als een oorspronkelijke soort uit Zwitserland.
In het Zwitserse kanton Valais wordt de druif Fendant genoemd. Vooral langs het Meer van Genève wordt zij veel verbouwd. De hiervan gemaakte wijn wordt vaak gebruikt in kaasfondue en het begeleiden ervan.
Het totale Zwitserse areaal van deze druif beslaat daar ruim 4.000 ha.
In Duitsland heet de druif Gutedel. De meeste wijnstokken, ruim 1000 ha, staan in de wijnstreek van Baden-Württemberg.
Langs de Franse Loire wordt deze variëteit ook verbouwd. In Chasselas levert het daar de "pouilly-sur-Loire" op. In de Savoie wordt zij ook verbouwd.
Vanwege de wat lage zuurgraad wordt deze druif in de Elzas niet meer aangeplant. De wijn krijgt hier - door deze lage zuurgraad - te weinig kracht.
Turkije verbouwt haar merendeels als tafeldruif. Voorts wordt de druif voor wijnbouw verbouwd in Californië en Australië. In Nieuw-Zeeland is deze druif een belangrijk onderdeel voor zoete wijn.

## Synoniemen[1]
- Abelione
- Abelone
- Ag Shasla
- Albillo
- Albilloidea
- Alsacia Blanca
- Amber Chasselas
- Amber Muscadine
- Bar sur Aube
- Bela Glera
- Bela Sasla
- Bela Zlahtnina
- Berezka
- Berezka Prostaya
- Berioska Casla
- Beyaz Gutedel
- Biela Plemanika Praskava
- Biela Plemenka
- Biela Plemincka Chrapka
- Biela Plemincka Pruskava
- Biela Plemincka Pruskawa
- Blanchette
- Blanquette
- Bon Blanc
- Bordo
- Bournet
- Bournot
- Charapka
- Chasselas
- Chasselas a Bois Rouge
- Chasselas Angevin
- Chasselas Bianco
- Chasselas Blanc Royal
- Chasselas Blanchette
- Chasselas Crognant
- Chasselas Croquant
- Chasselas de Bar-sur-Aube
- Chasselas de Bordeaux
- Chasselas de Florence
- Chasselas de Fontainebleau
- Chasselas de Jalabart
- Chasselas de la Contrie
- Chasselas de la Naby
- Chasselas de Moissac
- Chasselas de Montauban
- Chasselas de Mornain
- Chasselas de Pondichery
- Chasselas de Pontchartrain
- Chasselas de Pouilly
- Chasselas de Quercy
- Chasselas de Rappelo
- Chasselas de Tenerife
- Chasselas de Teneriffe
- Chasselas de Thomeri
- Chasselas de Thomery
- Chasselas de Toulaud
- Chasselas de Vaud
- Chasselas di Fontanbleau
- Chasselas di Thomery
- Chasselas Dorada

- Chasselas Dorato
- Chasselas Dore
- Chasselas Dore Hatif
- Chasselas Dore Salomon
- Chasselas du Doubs
- Chasselas du Portugal
- Chasselas du Roi
- Chasselas du Serail
- Chasselas du Thor
- Chasselas Dugommier
- Chasselas Dur
- Chasselas Fendant
- Chasselas Fendant Roux
- Chasselas Hatif de Tenerife
- Chasselas Haute selection
- Chasselas Jalabert
- Chasselas Jaune Cire
- Chasselas Piros
- Chasselas Plant Droit
- Chasselas Queen Victoria
- Chasselas Reine Victoria
- Chasselas Salsa
- Chasselas Tokay Angevine
- Cchasselas Vert de la Cote
- Chasselas White
- Chasselat
- Chrapka Bila
- Chrupka
- Chrupka Biela
- Chrupka Bila
- Common Muscadine
- Danka Belaya
- Dinka Belaya
- Dinka Blanche
- Dobrorozne
- Doppelte Spanische
- Dorin
- Doucet
- Eau Douce Blanche
- Edelschön
- Edelwein
- Edelweiss
- Edelxeiss
- Elsässer
- Elsasser Weiss
- Fabian
- Fabianzölö
- Fabiantraube
- Feder Ropoos
- Feher Chasselas
- Feher Fabianzölö
- Feher Gyoengyszölö
- Feher Repoos
- Feher Ropogos
- Feher Ropvos Fabian
- Feher Rpoos Fabian
- Fendant
- Fendant Blanc
- Fendant Roux
- Fendant Vert

- Florenci Jouana
- Fondan Belyi
- Franceset
- Franceseta
- Frantraube
- Frauentraube
- Gamet
- Gelber Gutedel
- Gemeiner Gutedel
- Gentil Blanc
- Gentil Vert
- Gerezka
- Golden Bordeaux
- Golden Chasselas
- Gotadel Weisser
- Grossblättrige
- Grossblättrige Spanische
- Grosse Spanische
- Grosser Spaniger
- Grüner Gutedel
- Gutedel
- Gutedel Weiss
- Gutedel Weisser
- Gyöngyszölö
- Gyöngyzölö
- Junker
- Königs Gutedel
- Kracher
- Krachgutedel
- Krachmost
- Krachmoster
- Lardot
- Lendant Blanc
- Lourdot
- Maisa
- Marzemina
- Marzemina Bianca
- Marzemina Niduca
- Moren
- Morlenche
- Mornan Blanc
- Mornant Blanc
- Mornen
- Mornen Blanc
- Most
- Most Rebe
- Moster
- Pariser Gutedel
- Perlan
- Pinzutella
- Plamenka
- Plamenka Bijela
- Plant de Toulard
- Plant de Toulaud
- Plemenika Praskava
- Plemenka
- Plemanka Bela
- Plemenka Bijela
- Plemenka Rana
- Pleminka Biela
- Praskava

- Pruscava Biela
- Pruskawa
- Queen Victoria
- Queen Victoria White
- Raisin d'Officier
- Ranka
- Rebe Herrn Fuches
- Reben Herm Fuchs
- Reben Herrn
- Rheinrebe
- Rosmarinentraube
- Rosmarintraube
- Rostroter Gutedel
- Royal Muscadine
- Rozmarintraube
- Sasla
- Sasla Bela
- Sasla belaja
- Schönedel
- Shasla
- Shasla Belaya
- Shasla Dore
- Shasla Lechebnaya
- Shasla Viktoria
- Shasla Zolotistaya
- Silberling
- Silberweiss
- Siolberweissling
- Silberwissling
- Strapak
- Süssling
- Süsstraube
- Sweetwater
- Sweetwater White
- Temprano
- Temprano Blanco
- Terravin
- Tibiano Tedesco
- Tribi Vognoble
- Tribiano Tedesco
- Ugne
- Uslechtile Bile
- Valais
- Valais Blanc
- Viala
- Viviser
- Vroege van der Laan
- Wälsche
- Wälscher
- Weisser Gutedel
- Weisser Krachgutedel
- Welsche
- White Chasselas
- White Muscadine
- White Sweetwater
- White van der Laan
- Witte van der Laan
- Zlahtina Bigela
- Zlahtnina
- Zlahtnina Bijela
- Zlatina
- Zupljanka